# 四ツ橋入口
四ツ橋入口（よつばしいりぐち）は、大阪府大阪市中央区にある、阪神高速道路1号環状線の入口。入口のみのハーフICで、ランプウェイは左端に接続している。
本線合流後300mほどで西船場JCTに至るため、13号東大阪線方面に向かう場合は東大阪線への分岐路が右端に接続していることから4車線ある環状線を左端から右端まで渡り切る必要がある。
四ツ橋入口という名称だが、四つ橋と総称された4つの橋のうち、西横堀川（埋立。現・1号環状線北行き）に架かっていた下繋橋跡（鰻谷北通）のひとつ下流側の橋であった御池橋跡（大宝寺通）の北西袂に設置された入口である。また、御池橋跡のひとつ下流側の橋であった清水橋跡（周防町通）の北西袂からも四ツ橋入口へ北進する入路が設置されている。
1964年6月28日に供用を開始した時は出口だったが、1965年12月12日から入口に変更された。また、当初の表記は「四つ橋」だった。「四ツ橋」に変更された時期は不明。

## 連絡する道路
- 四つ橋筋（北行き一方通行）
  - 四ツ橋ランプ西交差点が右折禁止であるため、ひとつ北の信号交差点（大型等は右折禁止）、もしくは、ひとつ南の信号交差点を右折する（案内標識はひとつ南の信号交差点を案内）。
- 御堂筋（南行き一方通行）
  - 鰻谷南通と大宝寺通がともに東行き一方通行となるため、鰻谷北通との交点、もしくは、御堂筋清水町交差点を右折したのち横堀筋との交点を左折するか、御堂筋周防町交差点を右折して、清水橋跡の東詰となるアメリカ村三角公園の信号交差点に出る必要がある（案内標識は御堂筋周防町交差点を案内）。
- 長堀通
  - 長堀通からもアクセスできるが、案内標識は東行き・西行きともに、ひとつ北の信濃橋入口を案内する。

## 周辺
- 四ツ橋駅
- アメリカ村
- ホテル日航大阪
- 心斎橋駅
- 大丸心斎橋店
- 心斎橋筋商店街
- 堀江

## 隣
阪神高速1号環状線
(1-01)湊町出入口 - (1-02)四ツ橋入口 - 西船場JCT - (1-03)信濃橋出入口